# Kakopetria
Kakopetria (gr. Κακοπετριά) – wieś w Republice Cypryjskiej, w dystrykcie Nikozja. W 2011 roku liczyła 1274 mieszkańców.
W części wsi, określanej jako Palia Kakopetria, została zachowana i odrestaurowana tradycyjna zabudowa, znajdująca się pod ochroną Department of Antiquities.